# Nackter Stahl
Nackter Stahl ist ein deutscher Verlag mit Sitz in Köln. Er stellt Pen-&-Paper-Rollenspiele und das Skirmish-System Arcane Codex Arena her und vertreibt sie. Der Verlag ist durch die Veröffentlichung des Dark-Fantasy-Rollenspiels Arcane Codex bekannt geworden.

## Firmengeschichte
Das Label Nackter Stahl wurde 1999 von Alexander Junk und Saskia Maucher (damals noch Naescher) gegründet. 2002 gründeten die beiden die Nackter Stahl GbR, um das Pen-&-Paper-Rollenspiel Arcane Codex vertreiben zu können, welches 2017 in überarbeiteter Form als 3. Edition neu aufgelegt wurde. 2005 folgte das auf Arcane Codex basierende Skirmish-System Arcane Codex Arena. Zur Spielemesse in Essen 2009 erschien das futuristische Endzeitrollenspiel Frostzone. 2011 wurde das als Industrial-Western-Rollenspiel beschriebene Doomstone veröffentlicht.

## Produkte
- Arcane Codex (2002), 2. Auflage (2007), 3. Auflage (2017)
- Arcane-Codex-Quellenbücher: Goremound, Saphiria, Rhunir, Xirr Nagesh, Veruna, Dornenwald, Mordain, Drakia, Saruan (2005–2019)
- Arcane Codex Arena (2005)
- Frostzone (2009)
- Doomstone (2011)